# Cecil Hoffman
Cecil Hoffman (McLean (Virginia), 11 juli 1962) is een Amerikaanse actrice.

## Biografie
Hoffman studeerde af aan de Princeton-universiteit in Princeton (New Jersey).
Hoffman is in 1992 getrouwd. Naast het acteren is zij ook actief met dansen en zingen.

## Filmografie

### Films
- 1994 Lily in Winter – als Donna Towler
- 1994 Stargate – als Sarah O'Neil
- 1993 Tombstone – als Lucinda Hobbs
- 1990 The Bride in Black – als Lisa Churchill

### Televisieseries
Uitgezonderd eenmalige gastrollen.
- 2000-2001 Any Day Now - als Donna - 4 afl.
- 1999 Get Real – als Susan Clancy – 2 afl.
- 1996 ER – als Gail Herlihy – 3 afl.
- 1995 The Monroes – als Greer Monroe – 8 afl.
- 1995 Picket Fences – als tolk van Laurie – 2 afl.
- 1991-1992 L.A. Law – als Zoey Clemmons – 35 afl.
- 1989 Dream Street – als Joni Goldstein – 6 afl.